# Килауэа-Ики
Килауэ́а-Ики (гав. Kīlauea Iki в переводе — маленький Килауэа) — боковой вулканический кратер-кальдера, примыкающий с восточной стороны к главной кальдере на вершине вулкана Килауэа. Длина 1 км, ширина 0,7 км, глубина 122 м. Высота основания (застывшего озера лавы на дне кратера) около 1070 метров над уровнем моря. Входит в состав национального парка «Хавайи-Волкейнос» (англ. Hawai’i Volcanoes National Park).

## Последнее извержение 1959 года

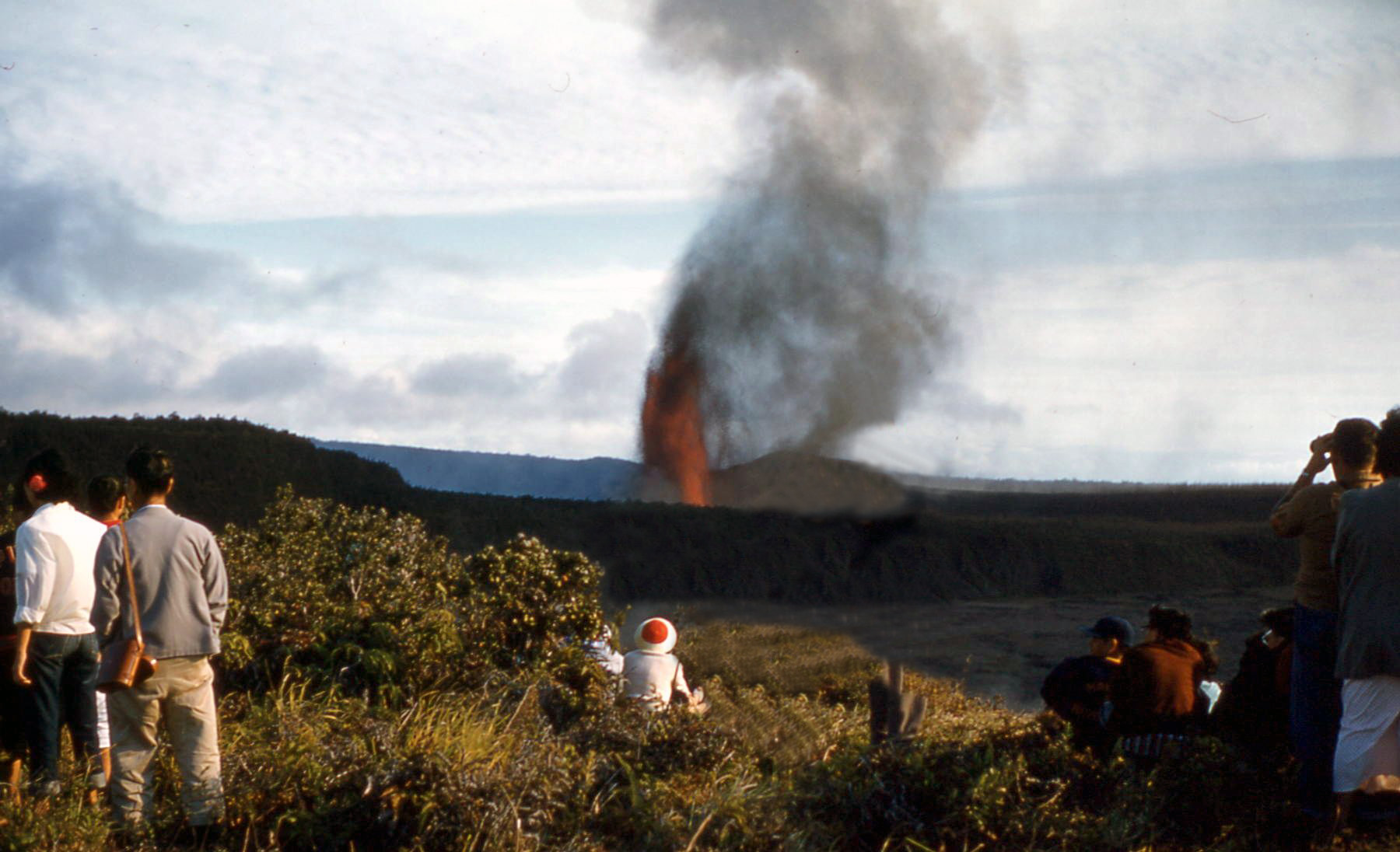
Октябрь 1959

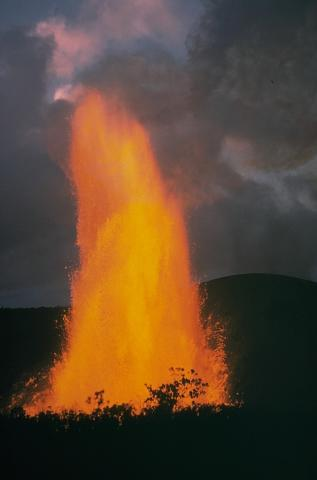
11 декабря 1959

Размеры кратера значительно изменились после последнего сильного извержения 1959 года, когда на его дне образовалось большое озеро лавы и шлаковый конус на его южном краю — гав. Pu‘u Pua‘i (англ. Gushing Hill в переводе — холм у извергающегося фонтана).
В августе 1959 года Гавайская вулканическая обсерватория зарегистрировала глубинное землетрясение. В октябре сейсмографы определили что подземный вулканический резервуар Килауэа заполняется магмой. В северо-западной части, у основания кратера началось извержение с фонтаном лавы и шлака:
- 17 ноября — высотой 60-80 метров, с редкими всплесками превышающими 180 метров.
- 18 ноября — высотой до 320 метров.
- 21 ноября — уровень озера лавы превысил место извержения, что вызвало волны и рябь на поверхности озера лавы. В 7:25 вечера по местному времени 21 ноября. Некоторые фонтаны были необычайно высокие, доходящие до 580 метров в высоту, были одни из самых высоких из когда-либо зарегистрированных на вулканах[1].
- 15 декабря — самый большой выход лавы был оценен в 1.45 миллиона кубических метров в час.

На первом этапе излился 31 миллион кубических метров лавы в Килауэа-Ики (1 млн м³. стёк обратно). Во время следующих эпизодов месячного извержения было выброшено около 71 млн кубометров лавы.
Извержение прекратилось 20 декабря 1959 года. 8 млн кубических метров лавы остались в кратере в виде озера, а 63 млн кубических метров лавы слилось обратно в магматический резервуар Килауэа, так как ей некуда было вытечь. При этом образовался гигантский «водоворот» направлением против часовой стрелки. Образовавшееся озеро лавы (шириной 640 м, глубиной до 135 м) остывало до 1980-х годов, но ещё оставалось горячим в глубине.

## Туристическая достопримечательность
Килауэа-Ики хорошо виден сверху с нескольких дорог и туристических троп национального парка.
По дну кратера проходит популярная туристическая тропа (круговая тропа длинной 6,4 км, спуск и подъём на 122 м.), позволяющая оценить его размеры и масштаб последнего извержения.